# حويرة كبيرة الزهر
حويراء كبيرة الزهر أو حويرة كبيرة الزهر هي نوعٌ من الحويرة الزراعية التزينية وهي بجلة معمرة تعلو من ٦٠ إلى ٨٠ سم. وريقاتها مخروطية، أزهارها كبيرة القد حمراء.